# Palazzo di Velázquez
Il palazzo di Velázquez (Palacio de Velázquez) è un palazzo che si trova nel Parque del Retiro di Madrid. 
Il palazzo venne costruito tra il 1881 e il 1883, in occasione dell'Esposizione Nazionale Mineraria che si svolse nella città tra maggio e novembre 1883, su progetto dell'architetto Ricardo Velázquez Bosco da cui prende il nome.
L'edificio, ispirato al Crystal Palace di Londra, è costruito con mattoni di due tonalità e ha una copertura composta da arcate in ferro e vetrate che permettono un'illuminazione naturale. Attualmente l'edificio appartiene al Ministero della Cultura e ospita esposizioni temporanee del Museo Nacional Centro de Arte Reina Sofía.